# Новый Амстердам (телесериал, 2008)
«Новый Амстердам», или «Бессмертный» (англ. New Amsterdam) — американский детективный телесериал с элементами мистики, премьера которого состоялась 4 марта 2008 года на телеканале Fox. Заказ на первый сезон сериала из 13 эпизодов был сокращен до 8 серий. 11 мая 2008 года было объявлено о закрытии сериала.
Шоу также показывалось в Канаде. В России сериал транслировался с 16 января 2010 года на телеканале ТВ3.

## Сюжет
Главный герой сериала, Джон Амстердам, является нью-йоркским детективом, который, к тому же, ещё и бессмертен. В начале сериала ему уже 402 года (родился в 1606 году), но у него всё еще тело 35-летнего мужчины. Амстердам был голландским солдатом в 1642 году, когда он получил смертельную рану от меча, защищая индейскую девушку от гнева его соотечественника. В благодарность девушка спасла его с помощью древнего заклинания, даровавшего Амстердаму бессмертие. Она сообщила ему, что он не будет стареть и не сможет умереть до тех пор, пока он не найдёт свою единственную любовь. Лишь тогда его душа станет целой и готовой для смертной жизни.
С тех пор Амстердам более трёх веков постоянно переживает старение и смерть своих друзей, любовниц, детей и собак. Амстердам также является бывшим алкоголиком, регулярно посещая встречи группы Анонимных алкоголиков с 1965 года. За свою долгую жизнь Джон три раза вступал в армию, а также и в Береговую охрану, Корпус морской пехоты и ВМС. Он утверждает, что не вступал в ВВС потому что «не любит высоты». Он преподавал историю в Королевском колледже, служил хирургом во время Гражданской войны в США, был известным столяром начала прошлого века, художником до начала Первой мировой, адвокатом в 1941 году, был мошенником, а также работал 10 лет в ЦРУ.

## Актёры и персонажи
- Джон Амстердам (Николай Костер-Вальдау) — нью-йоркский детектив-криминалист, которому суждено стать смертным, лишь когда он найдёт свою единственную любовь. Джон родился под именем Йоханн Ван Дер Зе 1 июня 1607 года в Амстердаме. Фамилия Амстердам является лишь нынешней, так как ему приходится менять свою личность каждые десять лет чтобы скрывать свою видимую молодость.
- Эва Маркес (Зулейка Робинсон) — новая напарница Амстердама. Её отец и брат также являются полицейскими.
- Доктор Сара Миллей Диллейн (Алекси Гилмор) — доктор в госпитале Святого Франциска, которая объявила Амстердама мёртвым после сердечного приступа. Джон уверен что именно она является его единственной. Но Сара уже четыре года замужем, хотя на данный момент они разошлись. Амстердам недавно прекратил их отношения.
- Омар Йорк (Стивен Хендерсон) — владелец джаз-клуба и 65-летний сын Джона. Был назван в честь любимого поэта Джона, Омара Хайама.
- Сержант Келли Бёрнетт (Сьюзан Миснер) — начальница Амстердама и Маркес.

## Эпизоды
| № | Название                             | Режиссёр         | Автор сценария                                                      | Дата премьеры  | Произв. код |
| - | ------------------------------------ | ---------------- | ------------------------------------------------------------------- | -------------- | ----------- |
| 1 | «Pilot» «Пилот»                      | Лассе Халльстрём | История: Аллан Лоуб и Кристиан Тейлор Телесценарий: Кристиан Тейлор | 4 марта 2008   | 101         |
| 2 | «Golden Boy» «Золотой мальчик»       | Джон Дэвид Коулс | Дэвид Мэнсон                                                        | 6 марта 2008   | 102         |
| 3 | «Soldier's Heart» «Сердце солдата»   | Бобби Рот        | Эрик Овермайер                                                      | 10 марта 2008  | 103         |
| 4 | «Honor» «Честь»                      | Кен Джиротти     | Дэвид Мэнсон                                                        | 17 марта 2008  | 104         |
| 5 | «Keep The Change» «Тайны прошлого»   | Джим МакКэй      | Джон Манкевич                                                       | 24 марта 2008  | 105         |
| 6 | «Legacy» «Наследие»                  | Джон Дэвид Коулс | Барри Пуллман                                                       | 31 марта 2008  | 106         |
| 7 | «Reclassified» «Бывший напарник»     | Жан де Сегонзак  | Эрик Овермейр                                                       | 7 апреля 2008  | 108         |
| 8 | «Love Hurts» «Любовь причиняет боль» | Мэттью Пенн      | История: Дэвид Мэнсон и Эшли Гейбл Телесценарий: Дэвид Мэнсон       | 14 апреля 2008 | 107         |

## Семья Джона Амстердама
У Джона Амстердама было 609 любовниц, 5 жен и 63 ребенка. У него есть обширное семейное древо всех пяти жен и всех известных потомков.  Своим собакам Джон дает номера вместо кличек. Имя его нынешней собаки Тридцать Шестой.
Появляющиеся или упомянутые потомки в телесериале:
- Мэгги «Эм» (род. 1891), дочь Джона. В 1941 году работала его секретарём.
- Рузвельт «Рози» Амстердам (род. 1894), сын Джона
  - Тео Спур, сын Рози. Бандитский босс Нью-Йорка в отставке.
    - Николас Спур, внук Тео. Босс в настоящее время.
    - Пирс Спур, внук Тео.
    - Алекс Спур, внук Тео.
- Омар Йорк (род. 1942), сын Джона.
  - Хэлли, дочь Омара.
    - Кори, маленький сын Хэлли.